# Banyeres (la Vansa i Fórnols)
Banyeres, també anomenat Sant Joan de Banyeres, és un nucli del municipi de la Vansa i Fórnols, a l'Alt Urgell, a la vall de la Vansa. El poble es troba més amunt de Sisquer, seguint el curs del riu de Bona, a la dreta d'aquest. El poble, a una alçada de 1.341 metres d'altitud, s'hi pot trobar l'església de Sant Joan i Sant Vicenç de Banyeres, d'estil romànic.